# Pompilio (drammaturgo)
Pompilio (in latino Pompilius; II secolo a.C. – I secolo a.C.) è stato un drammaturgo e poeta romano.
Di questo autore latino non si conserva praticamente nulla se non un paio di versi. Grazie ad essi si conosce il suo nome ed il fatto che componesse tragedie, affermando di essere allievo di Pacuvio. Queste poche informazioni si ricavano da un suo epigramma:
(Pompilio, Epigramma)
(Pompilio, Frammento di una tragedia)